# 朴志胤
朴志胤（韓語：박지윤，1982年1月3日—），韓國女演員、女歌手。1993年以模特開始，直到1994年拍攝食品廣告進軍演藝圈，1997年憑藉歌曲《Skyblue Dream》開始走紅。出道五年後舉辦了個人演唱會。並挑戰音樂劇、戲劇及詞曲創作。2017年開始與作為行銷專家且曾在韓國多家IT公司身兼要職，時任KAKAO公司共同代表的趙秀勇交往兩年後，於2019年3月舉行只有雙方親友出席的婚禮。

## 演出作品

### 電視劇
- 1999年：MBC《鬼迷 Ghost》飾 李均秀
- 2004年：SBS《新人間市場》飾 吳多惠
- 2007年：東方電影《大劇院》飾 徐英　[6]
- 2008年：SBS《飛天舞》飾 雪莉[7]
- 2011年：SBS《對我說謊試試》飾  朴智妍
- 2012年：Channel A《再見，老婆》飾 吳香琪
- 2012年：KBS《Family》飾 禹志胤
- 2013年：KBS《漂亮男人》飾 妙美
- 2016年：SBS《戲子》

### 電影
- 1998年：《Shall We Kiss?》（客串）
- 2010年：《Restoration》
- 2010年：《首爾》
- 2012年：《青葡萄糖果：17年前的约定》

### MV
- 2002年：Noeul《即使抓住》【金來沅、金晶和】
- 2002年：Noeul《姻緣》
- 2002年：Noeul《I Know》
- 2002年：Noeul《就算》

## 音樂專輯
- 1997年：《Skyblue Dream》
- 1998年：《Blue Angel》
- 1999年：《The Age Ain't Nothing But a Number》
- 2000年：《Coming-of-Age Ceremony》
- 2002年：《Man》
- 2003年：《Twenty One》
- 2009年：《Flower, Again for the First Time》（花 再次初開）
- 2012年：《Tree of Life》
- 2013年：《Mr.》[8]
- 2014年：《Inner Space》
- 2014年：《Yoo Hoo》
- 2016年：《O》
- 2017年：《parkjiyoon9 朴志胤9》 (朴志胤第9張大碟)
- 2018年： 出道20周年紀念 LIVE 專輯
- 2018年：《Journey》（純演奏單曲專輯）

## 演唱會
- 2017年12月1、2日：出道20周年紀念個人演唱會《Orchestra20》（首爾，奧林匹克公園）